# Krzysztof Jung

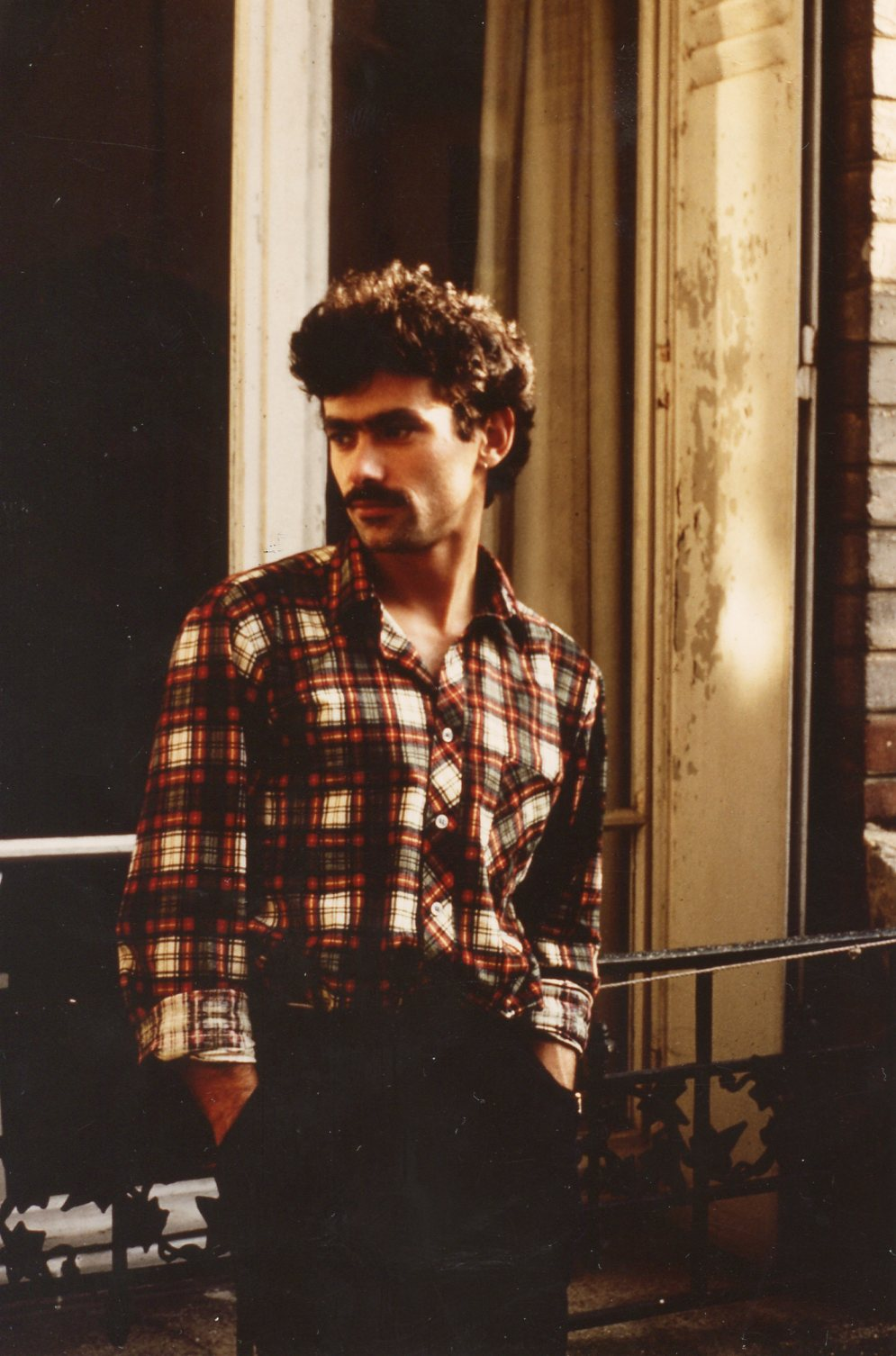
Krzysztof Jung, 1983

Krzysztof Jung (* 11. Juli 1951 in Warschau; † 5. Oktober 1998 ebenda) war ein polnischer Performance-Künstler, Grafiker, Maler und Pädagoge.

## Leben und Werk
Krzysztof Jung studierte in den Jahren 1971 bis 1976 Innenarchitektur an der Akademie der Bildenden Künste in Warschau. Anschließend war er bis zu deren Schließung im Jahr 1981 in der Galerie Repassage aktiv, die er in den Jahren 1978 bis 1979 (unter dem Namen Repassage 2) selbst leitete. Dort initiierte er eigene Performances und nahm an Performances anderer Künstler aus dem Umfeld der Galerie teil, unter anderem von Grzegorz Kowalski. 1983 – nach einem Aufenthalt in Paris, wo er den Maler und Schriftsteller Józef Czapski kennengelernt hatte – wandte er sich unter dessen Einfluss der Malerei zu. Ab 1988 veröffentlichte er Porträts polnischer Schriftsteller in der Literaturzeitschrift Zeszyty Literackie, unter anderem von Józef Czapski, Zbigniew Herbert, Konstanty Jeleński und Joseph Brodsky. In den 1990er Jahren arbeitete er als Lehrer an einem Warschauer Lyzeum.
Auch wenn Jung selbst sich seinerzeit gegen das Label „schwule Kunst“ wehrte, gilt er heute ähnlich wie Jean Cocteau, Robert Mapplethorpe, Francis Bacon und David Hockney als Pionier der „Gay Art“. Wie nur wenige andere polnische Kunstwerke ihrer Zeit spiegeln seine Arbeiten die Faszination eines Künstlers für den männlichen Körper wider. Sie lassen sich als Reflexionen über die wechselseitigen Beziehungen zwischen Männern lesen, die einander begehren, sich gegen die soziale Unterdrückung auflehnen und die gar nicht so utopische Möglichkeit einer selbstbestimmten sexuellen Identität aufzeigen. Zu einer Zeit, als die künstlerische Darstellung männlicher Körper in Polen ein absolutes Tabu war, läuteten Jungs Bilder und Performances eine neue Ära sensitiver Männlichkeit ein. Krzysztof Jung starb im Alter von 47 Jahren an den Folgen eines Asthmaanfalls.

## Ausstellungen
Ausgewählte Sammelausstellungen:
- 2010 – Ars Homo Erotica, Nationalmuseum Warschau. Kuratiert von Paweł Leszkowicz – Warschau

Ausgewählte Einzelausstellungen:
- 1999 – Krzysztof Jung 1951-1998 – Retrospektive, Museum im Xawerego Dunikowskiego w Królikarni – Warschau
- 2016 – Krzysztof Jung. Metamorphosis, Akademie der Bildenden Künste Warschau
- 2017 – Krzysztof Jung. Arbres et visages, Bibliothèque Polonaise, Paris
- 2019 – Krzysztof Jung. Zeichnungen, Schwules Museum, Berlin

## Bibliographie
- Sitkowska, Maryla (Hg.): Sigma, Galeria Repassage, Repassage 2, Rerepassage, Galeria Zachęta, Warszawa 1993. (Ausstellungskatalog)
- Sitkowska, Maryla (Hg.): Krzysztof Jung (1951-1998), Muzeum im. Xawerego Dunikowskiego w Królikarni – Oddział Muzeum Narodowego w Warszawie, Warszawa 2001. (Ausstellungskatalog)
- Leszkowicz, Paweł: ART PRIDE. Gay Art from Poland, Abiekt.pl, Warszawa 2010.
- Wolfert, Raimund: „Flamme bin ich sicherlich“. Krzysztof Jung, Pionier der polnischen „Gay Art“ (PDF; 11,1 MB), in: Lambda Nachrichten 2010 (Jg. 32), Nr. 5, S. 30–33.
- Krzysztof Jung. Der männliche Akt, Schwules Museum, Berlin 2019 (texte von Wolfgang Theis, Raimund Wolfert, Dorota Krawczyk-Janisch; Herausgeber Wojciech Karpiński, Mikołaj Nowak-Rogoziński)

## Verweise